# 阿拉伯聯合酋長國國徽
阿拉伯聯合酋長國國徽啟用於2008年3月22日，為一個繪有國旗圖案的圓形，圍以象徵七個酋長國的五角星，置於一隻隼的胸前。隼爪下的綬帶書有「阿拉伯聯合酋長國」。
原來的國徽啟用於1973年，與新國徽的差別在於隼胸前的圓繪有阿拉伯三角帆船，外圍以鎖鏈。

## 各地方酋長國國徽
阿拉伯聯合酋長國是由七個酋長國組成的聯邦，每個酋長國都有自己的紋章/文字標誌，而有些則兩者都有。

阿布達比酋長國（首都)
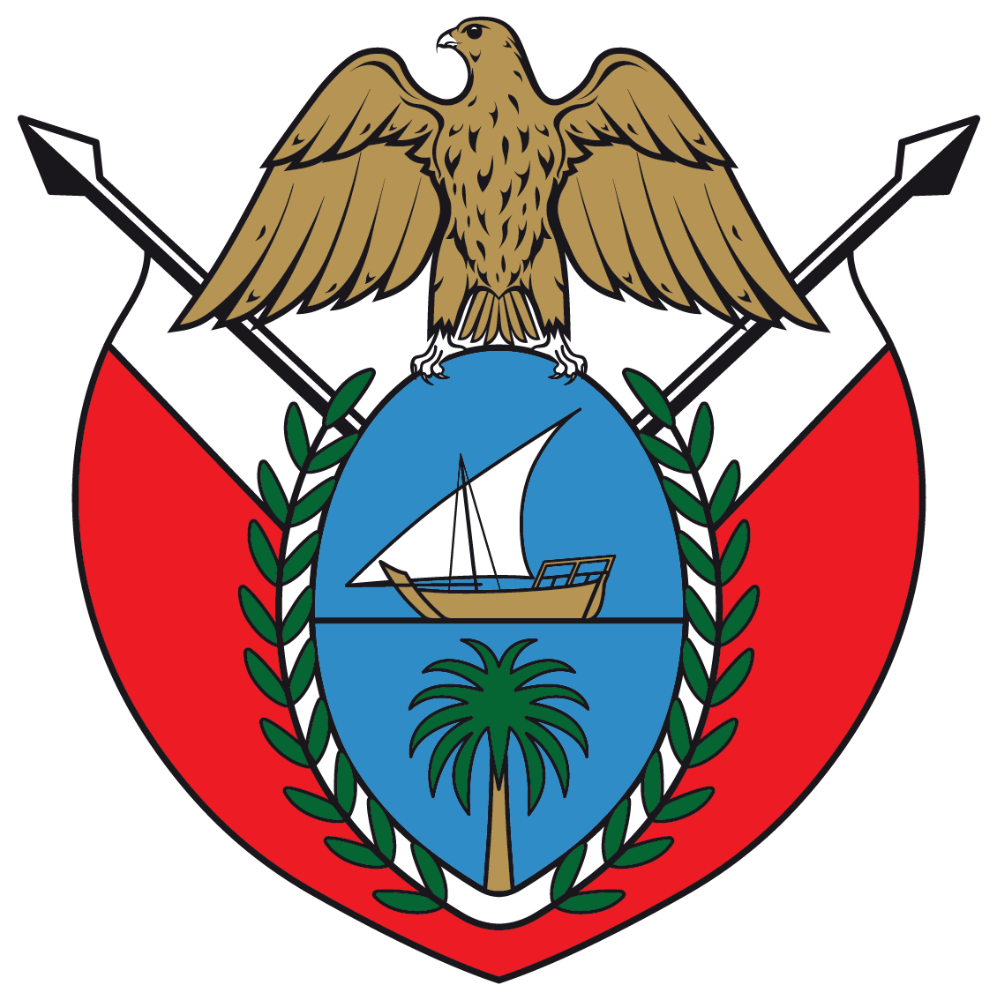
杜拜酋長國
沙迦酋長國
阿吉曼酋長國
歐姆古溫酋長國
歐姆古溫酋長國
富吉拉酋長國
拉斯海瑪酋長國